# یخدان دولت‌آباد
یخدان دولت‌آباد مربوط به دوره قاجار است و در شهرستان نیشابور، بخش مرکزی، دهستان مازول، روستای معموری واقع شده و این اثر در تاریخ ۲۴ اسفند ۱۳۸۴ با شمارهٔ ثبت ۱۵۲۴۰ به‌عنوان یکی از آثار ملی ایران به ثبت رسیده است.